# Gallo-romersk kultur
Udtrykket gallo-romersk kultur bruges om den romersk prægede kultur i Gallien. Den udviklede sig under romaniseringen af befolkningen i tiden efter Julius Cæsar, og den var kendetegnet af gallernes overtagelse eller tilpasning af romerske skikke og levevis på gallisk grund. Den godt undersøgte blanding af kulturer i Gallien giver historikerne en model, der kan bruges som sammenligningsgrundlag for romaniseringen i andre, mindre godt undersøgte romerske provinser.
I realiteten var der tale om, at tre forskellige kulturer (gallernes, grækernes og romernes) blev blandet, så der opstod ikke én ny kultur, men en række forskellige kombinationer inden for religion, sprog og kunst. Tydeligst skete det i regionen Gallia Narbonensis, der senere blev til Occitanien, mens Aquitanien var mindre påvirket. Efter at frankerne havde erobret det romerske Nordgallien, udviklede befolkningen dér en merovingisk kultur, som ikke rigtigt kan regnes med til det gallo-romerske kulturområde. Den romerske livsform, der var centreret omkring bylivets begivenheder og kulturelle forpligtelser (res publica), og om det ret luxuriøse liv i de selvforsynende, landlige romerske villaer, holdt sig længe i de gallo-romerske områder.

## Geografisk afgrænsning
Det romerske Gallien bestod af hovedparten af det nuværende Belgien, af Schweiz og af Frankrig – dog undtaget Middelhavsområdet og Rhônedalen, som var samlet i provinsen Gallia narbonensis, der tilhørte det romerske Italien. Det gallo-romerske område var opdelt i tre provinser: Belgia, Aquitania og Lugdunensis (Lyon), som igen var inddelt i mindre områder, og det var en fast del af det romerske rige fra Julius Cæsars erobring i 51 f.Kr. og indtil det 4. århundrede e.Kr., visse steder til det 5. århundrede, dvs. indtil sammenbruddet af det vestromerske rige under pres fra folkevandringerne. Hovedstaden i det romerske Gallien var Lyon, som dengang hed Lugdunum.

## Tidsmæssig afgrænsning
I løbet af senantikken skete der en omdannelse af den gallo-romerske kultur under pres fra de mange indtrængende germanske folkeslag, selv om den romersk prægede kultur ganske vist overlevede længere i netop dette område, end den gjorde i andre dele af det udbredte verdensrige. Endnu i dag kan man stadig se amfiteatre og akvædukter i Sydfrankrig som bevis på den høje grad af romanisering, der var foregået i dette område.
Det romerske Gallien spillede en væsentlig rolle i det romerske imperium, fordi det dannede korsvej i den europæiske handel, adgangsvej til Nordeuropa og Britannien via floder og landeveje, og som en yderste forpost for imperiet dengang gallo-romerne skabte det midlertidige, galliske kejserrige for at beskytte Rom under de første angreb fra barbariske folkeslag. På grund af disse vigtige indsatser fik Gallien megen tak fra Rom. Denne taknemmelighed er synlig i form af det romerske musikteater i Lyon, ét af de få uden for Italien. Desuden opnåede Lyon ret til at slå mønt, dvs. officiel ret til at fremstille as’er og sestertier, hvad der formentlig er enestående i hele det romerske imperium.
Folkevandringstiden, der begyndte tidligt i det 5. århundrede påtvang den galloromerske kultur grundlæggende ændringer i politikken, i det økonomiske livsgrundlag og i forsvaret af området. Bosættelsen af visigoterne i 418 satte indbyggerne i et dobbelt loyalitetsforhold i takt med, at den vestromerske myndighed smuldrede i selve Rom. Den yderst romaniserede, regerende klasses problemer bliver undersøgt af R.W. Mathisen, biskop Hilarius af Arles' kampe af M. Heinzelmann,
Den gallo-romerske kultur fortsatte helt ind i det 7. århundrede – især i områderne Gallia Narbonensis, som blev til Occitanien, Gallia Cisalpina og i mindre omfang Aquitanien. Det tidligere romaniserede Nordgallien udviklede sig i stedet til en merovingisk kultur, efter at det var blevet besat af frankerne. Den romerske livsform, der var centreret omkring statsbegivenheder og kulturelle pligter overfor res publica i det ofte luxusprægede liv på det landlige, romerske gods (den romerske villa), var længe om at bryde sammen i den gallo-romerske regioner, hvor visigoterne i store træk overtog situationen, som den var i 418. Gallo-romersk sprog blev fortsat talt mod nordøst ind i Silva Carbonaria, som dannede en effektiv, kulturel barriere overfor frankerne i nord og øst, og i nordvest op til den nederste del af Loiredalen, hvor gallo-romersk kultur mødtes med frankisk kultur i en by som Tours, sådan som det personificeres i den gallo-romerske biskop, Gregor af Tours, der stor overfor den merovingiske kongemagt.

## Politik
Den romerske forvaltning havde opdelt Gallien i tre provinser, der igen blev underopdelt ved Diocletians reorganisering sent i det 3. århundrede. Landet var yderligere delt mellem to stifter: Galliae og Viennensis, begge under prætorianerpræfekturet Gallien. Lokalt var Gallien sammensat af civitates (= ”samfund”), som i store træk fastholdt grænserne mellem de tidligere uafhængige, galliske stammer. De havde for størstedelen været organiseret i en landsbystruktur, hvoraf visse træk var bevaret i den romerske, administrative ordning, der overlejrede den.
I løbet af det romerske herredømme opnåede en stadigt stigende del af gallerne romersk borgerskab, og ved Constitutio antoniniana i 212 blev borgerskabet udstrakt til alle frie mænd i romerriget.

### Det galliske kejserrige
Under krisen i det 3. århundrede (259-274) blev der skabt et kortvarigt, uafhængigt gallo-romersk rige, som moderne historikere kalder det Galliske Kejserrige. Det bestod af udbryderprovinserne Gallien, Britannien og Hispania, og den galliske kejser, Postumus, oprettede sin hovedstad i det nuværende Trier.

### Udvikling af det frankiske kongedømme
Det ser ud til at have udviklet sig let og glidende fra det 5. århundrede, og det har flere grunde:
- Romerne og "barbarerne" havde allerede været i kontakt før invasionerne begyndte. Et antal frankere og germanere tjente som lejesoldater i den romerske hær. Nogle var anbragt bag romerrigets grænser, hvor man havde tildelt den land og givet dem status af foederati (= allierede). Disse folk havde derfor lejlighed til at lære skikke og brug hos romerne. Nogle af dem lærte endda latin.
- Selv om de store invasioner havde efterladt frygtelige minder, som man kan se af periodens skrevne kilder, var barbarerne langt færre end gallo-romerne, og det var let for dem at integrere sig i befolkningen. Det dominerende (germanske) aristokrati gjorde sig til herrer over de romaniserede gallere på en måde, så man ikke længere skelnede mellem frankere og gallo-romere, da først det primitive Frankerrige blev omdannet til kongeriget Frankrig i løbet af Højmiddelalderen.
- Nota bene: Disse bemærkninger gælder også for forholdet mellem gallere og keltiberere under det vestgotiske styre i Sydfrankrig og Spanien.

## Religion
De førkristne religioner i det romerske Gallien var kendetegnet af en sammenblanding af græsk-romerske guder med den indfødte befolknings keltiske, baskiske eller germanske modparter, hvoraf mange var meget lokalt prægede. Assimilationen blev lettet af Interpretatio romana, der gjorde det muligt at ”oversætte” egnens guddomme til romerske guder. Det gælder f.eks. Lenus Mars eller Apollo Grannus. En anden udvikling betød, at man fik sammenknyttet en romersk gud med en indfødt gudinde, sådan som det skete med Mercur og Rosmerta.
De mellemøstlige mysteriereligioner blev spredt i Gallien meget tidligt. Blandt dem var kulterne, knyttet til Orpheus, Mithras, Cybele og Isis.
Kejserkulten, der først og fremmest var centreret om Augustus' numen, kom til at spille en fremtrædende rolle i Galliens offentlige gudsdyrkelse, mest markant ved den årlige, pangalliske ceremoni den 1. august, hvor man ærede Rom og Augustus ved Alteret i Condate nær Lugdunum.

### Kristendom
Nogle af menighederne var grundlagt før forfølgelserne i det 3. århundrede, og Gregor af Tours skrev, at ifølge traditionen skal pave Felix have udsendt syv missionærer for at gendanne de opbrudte og spedte, kristne menigheder efter forfølgelserne under kejserne Decius og Gratus (250-251): Gatianus til Tours, Trophimus til Arles, Paul til Narbonne, Saturninus til Toulouse, Dionysius til Paris, Martialis til Limoges og Austremonius til Clermont.
Det var biskoppens personlighed der bestemte udgangspunktet i det 5 århundrede, hvor troskab – både for hedninge og kristne – skiftede fra institutioner til enkeltpersoner: De fleste af de gallo-romerske biskopper blev tiltrukket fra de øveste lag af samfundet, efterhånden som passende ikke-militære karrieremuligheder forsvandt, og de så sig selv som en sidste skanse af høj uddannelsesstandard og romersk tradition over for de vandalske og gotiske opkomlinge. Andre biskopper ledte de trofaste i retning af en yderligtgående asketisk tilværelse. Mirakler, som blev tilskrevet begge slags biskopper eller hellige mænd og kvinder, skabte religiøs tilbedelse ofte endda meget snart efter deres død.

### Kirkens betydning
I det 5. og 6. århundrede bestod de gallo-romerske menigheder af uafhængige kirker i byområderne, hver især styret af en biskop. De kristne oplevede en loyalitetskonflikt mellem biskoppen og præfekten, som i store træk arbejdede i overensstemmelse med den senkejserlige administration. Et stort antal lokale gallo-romerske og merovingiske helgener opstod i overgangsperioden mellem 400 og 750. Den forening af gejstlig og verdslig administration, der fandt sted i det 5. århundredes Italien, kan bedst illustreres i det galliske område ved den hellige Caesarius. Han var biskop af Arles, men blev desuden byens metropolit i 503 og forblev det til 543.
Den mest betydningsfulde gallo-romer fra det 5. århundrede var Sidonius Apollinaris, der havde fået en klassisk uddannelse, og som kunne bevare dele af den antikke kultur for Middelalderen via den katolske kirke. I den forbindelse bliver det åbenbart, hvordan gallo-romerne søgte beskyttelse hos kirken i takt med statsmagtens sammenbrud. Kirken overtog fra midten af det 5. århundrede den vaklende romerske statsmagts myndighed, selv om kristningen led et første tilbageslag, da frankerne indtog størstedelen af Gallien. Da Klodevig 1. konverterede til Kristendommen, ændrede dette dog på forholdene, selv om det skete langsomt. Det blev især udtalt, mens de arianske vestgotere holdt store dele af Gallien besat (frem til 507).
Merovingerne brugte den gallo-romerske elite i deres administration, der stadig indrettede sig efter romersk forbillede. Kirken optog flere gallo-romere, der fik høje poster, og endnu i det 7. århundrede var den gallo-romerske overklasse i Sydgallien en betydelig magtfaktor, særligt på grund af biskoppernes relativt stærke stilling i bysamfundene. På den måde blev den katolske kirke et samlingspunkt, hvor man kunne opretholde antikkens og senantikkens kultur.

## Gallo-romersk kunst
Den romerske kultur indledte en ny periode for den skulpturelle menneskefremstilling i Gallien, og sammen med keltiske traditioner for raffineret metalarbejde, skabte det en rigdom af gallo-romerske sølvvarer fra byområderne, der blev gemt væk som nedgravede skatte af folk under urolighederne i det 2. og 5. århudrede. Det har beskyttet nogle stykker af gallo-romersk sølvtøj fra villa'er og tempelområder, der på den måde undgik den almindelige ødelæggelse af kostbart håndværk. Udstillingen af gallo-romersk sølvtøj fremhævede især skattene fundet i Chaourse (Mâcon), Graincourt-lès-Havrincourt (Pas de Calais), Notre-Dame d'Allençon (Maine-et-Loire) og Rethel (Ardennes, fundet i 1980).

## Gallo-romerske monumenter
De to mest romerske af Galliens tre provinser blev knyttet sammen af et netværk af romerske veje, der forbandt byerne. Via Domitia (bygget i 118 f.Kr.) gik fra Nimes til Pyrenæerne, hvor den blev ført sammen med Via Augusta ved Panissarspasset. Via Aquitania gik fra Narbonne, hvor den var forbundet med Via Domitia, til Atlanterhavet via Toulouse og Bordeaux.

### Udgravninger, restaureringer og museer
Ved Périgueux har man beskyttet en luxusvilla i en glas-og-stål-konstruktion, der er et fornemt eksempel på arkæologisk museumsbyggeri. Det drejer sig om det såkaldte Domus Vesunnae, der er opbygget rundt om en atriumhave med kolonnader langs bygningerne og prydet med dristige fresker, (se det eksterne link).
Lyon, der var det romerske Galliens hovedstad, rummer nu et museum for gallo-romersk civilisation (17, Rue Cléberg), som er forbundet med resterne af det romeske Lugdunums amfiteater og odeon. Her kan man sætte sig ind i hverdagslivet, de økonomiske vilkår, institutionerne, de religiøse forhold, monumenterne og de kunstneriske præstationer fra de første fire århundreder af vor tidsregning. "Claudius plaketten", som hænger på museet, transskriberer en tale, der blev holdt i Senatet af kejser Claudius i 48, hvor han anmoder om, at de galliske stammers ledere må få adgang til romerske embeder. Efter at det var godkendt, besluttede gallerne at indgravere kejserens tale på en bronzeplade.
Blandt mange andre steder kan nævnes:

### Byer
De følgende byer var tydeligt romersk prægede:
- Arles (sæde for det galliske prætorianerpræfektur fra begyndelsen af det 5. århundrede)
- Autun
- Narbonne
- Lyon – med det gallo-romerske museum
- Vienne
- Glanum nær Saint-Rémy-de-Provence
- Nîmes – med templet Maison Carrée
- Orange
- Vaison-la-Romaine – med betydelige rester af romersk bebyggelse

### Amfiteatre
- Arles
- Lyon
- Nîmes
- Paris: Arènes de Lutèce
- Saintes

### Aquædukter
- Pont du Gard
- Barbegal aquædukten

## Eksterne links
- Det gallo-romerske museum i Lyon Arkiveret 5. september 2009 hos  Wayback Machine (fransk)
- Vesunnas gallo-romerske museum, tegnet af Jean Nouvel (engelsk)
- Det gallo-romerske museum i Tongeren (nederlandsk/hollandsk)
- Omfattende samling af links til den Gallo-romerske kultur og historie (engelsk)

- |  | Wikimedia Commons har medier relateret til: Det romerske Gallien |